# Leslie Hale, Baron Hale
Charles Leslie Hale, Baron Hale (* 13. Juli 1902; † 9. Mai 1985) war ein britischer Politiker der Liberal Party sowie zuletzt der Labour Party, der 23 Jahre lang Abgeordneter des House of Commons war und 1972 als Life Peer aufgrund des Life Peerages Act 1958 Mitglied des House of Lords wurde.

## Leben
Hale begann seine politische Laufbahn in der Liberal Party, trat jedoch später der Labour Party bei. Bei den Unterhauswahlen am 5. Juli 1945 wurde er erstmals als Abgeordneter in das House of Commons gewählt und vertrat zunächst den Wahlkreis Oldham. Nach Neuaufteilung dieses Wahlkreises wurde er bei den Wahlen vom 23. Februar 1950 im neugeschaffenen Wahlkreis Oldham West zum Abgeordneten gewählt und gehörte dem Unterhaus bis zu seinem Mandatsverzicht aus gesundheitlichen Gründen am 15. Januar 1968 an. Während seiner Parlamentszugehörigkeit wurde er im Januar 1960 Mitglied einer vom früheren Gesundheitsminister Henry Willink geleiteten Königlichen Kommission (Royal Commission), die sich mit der Situation, Verfassungsmäßigkeit und Aufgaben der Polizei befasste.
Durch ein Letters Patent vom 24. April 1972 wurde Hale aufgrund des Life Peerages Act 1958 als Life Peer mit dem Titel Baron Hale, of Oldham in the County Palatine of Lancaster, in den Adelsstand erhoben und gehörte damit bis zu seinem Tod dem House of Lords als Mitglied an. Seine offizielle Einführung (Introduction) in das Oberhaus erfolgte mit Unterstützung durch Gerald Gardiner, Baron Gardiner und Fenner Brockway, Baron Brockway am 3. Mai 1972.